# Fanny Loy

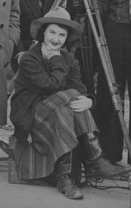
Fanny Loy

Fanny Loy (geboren als Anita Fanny Luchi am 25. September 1917 in Cañada de Gómez, Provinz Santa Fe, Argentinien; gestorben in Buenos Aires, Argentinien) war eine argentinische Schauspielerin, Tänzerin und Sängerin.

## Karriere
Loy wurde in einem Eisenbahnerviertel in Cañada de Gómez geboren. Im Alter von sieben Jahren zog die Familie in die Stadt Rosario. Eine Freundin, die bereits in der Musikbranche aktiv war, überredete sie, sich ebenfalls als Sängerin zu bewerben. Bei einem ersten Vorsingen für das Radio LT1 scheiterte sie, der Durchbruch gelang ihr im Radio LT8. Im Jahr 1934 nahm sie an einem Gesangswettbewerb der Zeitschrift La canción moderna in Buenos Aires teil. Sie gewann den Hauptpreis, der ein Auftrag bei Radio Belgrano war. Gleichzeitig erhielt sie bei einem Theater eine Anstellung, die zunächst auf 30 Tage ausgelegt war und dann auf 90 Tage verlängert wurde. 1936 wechselte sie zum Radio El Mundo und 1937 war sie beim Radio Prieto unter Vertrag. Eine Tournee durch Brasilien machte sie 1938, zum Abschluss dieser Tournee trat sie in Rio de Janeiro im Stadttheater auf. Unter der Regie von José Agustín Ferreyra, mit dem sie gut befreundet war, hatte sie 1941 einen Gesangsauftritt im Film La mujer y la selva.
Darüber hinaus schrieb Loy auch eigene Lieder; unter anderem „Resignación“, „Tango humorístico“, „Mañanita de campo“ und „Ay nenita dame un beso“.

## Privatleben
Loy war mit dem Tänzer und Tanzlehrer Domingo Gaeta verheiratet, den sie in den frühen 1940er Jahren kennengelernt hatte.